# Contea di Grand Kru
La contea di Grand Kru è una delle 15 contee della Liberia. Il capoluogo è Barclayville.
L'istituzione della contea discende da un accordo tra la giunta militare insediatasi con un golpe nel 1980 e il People's Redemption Council (Consiglio di Redenzione del Popolo) il cui presidente, il generale Nicholas Podier, proveniva dalla zona e spinse perché questa venisse riconosciuta come contea. L'Assemblea Nazionale Provvisoria emise pertanto, il 12 aprile 1980, un decreto che stabiliva che il territorio della nuova contea era costituito dalla parte orientale della contea di Sinoe (chiamata Sasstown Territory), l'area tra la contea di Maryland e la contea di Grand Gedeh (chiamata Buah Statutory District) e la metà occidentale della stessa contea di Maryland lungo l'Oceano Atlantico (chiamata Kru Coast Territory). Nonostante fosse assai carente dal punto di vista delle infrastrutture, Barclayville venne designata come capoluogo per la sua posizione centrale rispetto al territorio della contea.

## Geografia antropica

### Suddivisioni amministrative
La contea è divisa in 17 distretti:
- Barclayville
- Bleebo
- Bolloh
- Dorbor
- Dweh
- Felo-Jekwi
- Fenetoe
- Forpoh
- Garraway
- Gee
- Grand Cess Wedabo
- Kpi
- Lower Jloh
- Nrokwia-Wesidow
- Trenbo
- Upper Jloh
- Wlogba